# Antonia Elisabeth Korvezee
Antonia Elisabeth „Toos“ Korvezee  (* 8. März 1899 in Wijnaldum, Niederlande; † 17. Januar 1978 in Den Haag, Niederlande) war eine niederländische Chemikerin und Hochschullehrerin. Sie war 1954 die erste Professorin an der Technischen Universität Delft.

## Leben und Werk
Korvezee war die jüngere von zwei Töchtern des Pfarrers Willem Korvezee (1858–1913) und seiner Frau Baukje Andringa (1874–1952). Sie besuchte mit ihrer Schwester in Den Haag die Grundschule und dann die öffentliche HBS-voor-jongens. Eine Hochschulzugangsprüfung verschaffte ihr 1918 den Zugang zu allen Fakultäten und sie begann ein Studium des Chemieingenieurwesens an der Technischen Hoogeschool van Delft. Sie wurde dort Mitglied der Delftsche Vrouwen Studentenvereinigung. Im Januar 1922 erhielt sie ihren Bachelor-Abschluss und schloss vor den Sommerferien desselben Jahres bei Frans Eppo Cornelis Scheffer mit Auszeichnung ab. Danach arbeitete sie als Assistentin zunächst in der Abteilung Analytische Chemie und von 1924 bis 1938 in dem Laboratorium von Scheffer. Sie promovierte 1930 mit Auszeichnung mit der Dissertation Koperchloride als katalysator voor het Deacon-proces.
Von 1930 bis 1932 forschte sie zweimal für sechs Monate in Paris in dem Labor von Marie Curie über Radioaktivität. Ihre befristete Anstellung an der Technischen Hoogeschool van Delft wurde 1935 in eine unbefristete Stelle umgewandelt und sie wurde als Privatdozentin für Radioaktivität zugelassen.
Korvezee wurde 1936 für den Lehrstuhl für Analytische Chemie nominiert, jedoch nicht als Professorin angenommen. Für die 1940 frei gewordene Professur für Physikalische Chemie wurde sie erneut übergangen, sie belegte bei der Nominierung den dritten Platz. Im September 1943 nahm Korvezee eine Forschungsstelle bei der Metalldrahtlampenfabrik „Papst“ in Venlo an.
Nach der Befreiung der Niederlande 1945 kehrte Korvezee nach Delft zurück und arbeitete zunächst als Kuratorin und ab 1948 als Dozentin für Theoretische Chemie. Obwohl sie auf Radioaktivität spezialisiert war, wurde sie nicht an den Vorbereitungen für das im Bau befindliche Reaktorzentrum beteiligt. Als der Lehrstuhl nach der Emeritierung von Scheffer 1953 frei wurde, wurde Korvezee zugunsten eines zehn Jahre jüngeren Kollegen erneut übergangen. Die Professur und insbesondere die Leitung des Labors wurde als „zu belastende Aufgabe“ für sie angesehen, obwohl sie inhaltlich als „vollkommen kompetent“ anzusehen sei.
Die Fakultät für Verfahrenstechnik richtete ihr eine außerordentliche Professur für das neue Fachgebiet Theoretische Chemie ein und über ihre offizielle Ernennung 1954 wurde in der Presse viel berichtet.
Als Professorin betreute Korvezee fünf Doktoranden und mehr als dreißig Absolventen. Sie war Mitglied der Koninklijke Nederlandse Chemische Vereniging, der Faraday Society und der Batavian Society of Experimental Philosophy. Vor 1940 erschienen mehr als vierzig Publikationen von Korvezee.

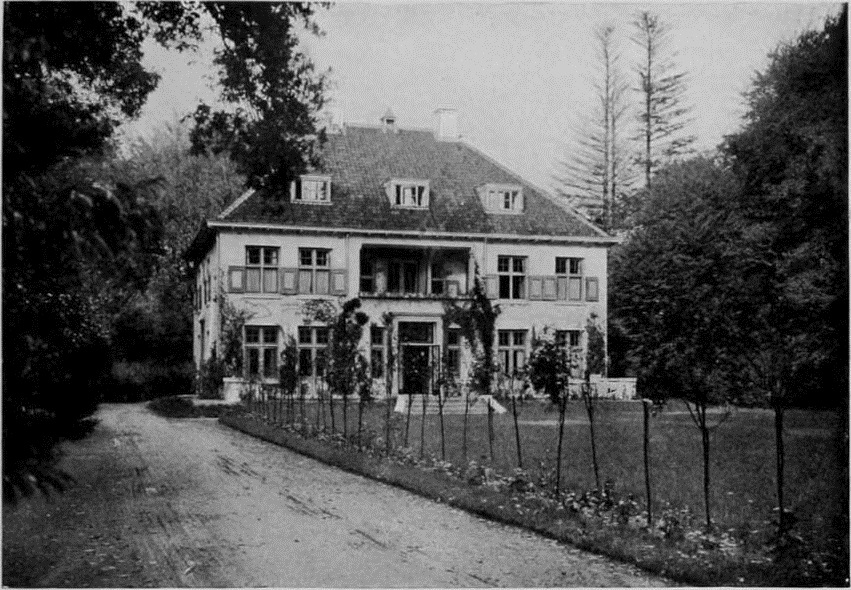
De Pauwhof in Wassenaar

Korvezee ging 1961 offiziell in den Ruhestand. Sie zog sich auf das Landhaus De Pauwhof in Wassenaar und später in ein Altersheim in Den Haag zurück, wo sie 1978 im Alter von 78 Jahren starb.

## Ehrungen und Auszeichnungen
- 1989 richtete die Technische Universität Delft einen jährlich zu vergebenden Emanzipationspreis ein, der nach Antonia Korvezee benannt wurde, der jedoch nach einigen Jahren wieder gestrichen wurde.
- In Delft ist die Korvezeestra nach ihr benannt.[2]
- 2017 feierte die Technische Universität Delft ihr 175-jähriges Bestehen. Zur Erweiterung des Alumni Walk of Fame wurde Antonia Elisabeth Korvezee ausgewählt, da sie die erste Professorin an der Technischen Hoogeschool war.[3]

## Veröffentlichungen (Auswahl)
- Lets over de grondslagen van de kernreactor. Mededelingen van de Nederlandse Vereniging Vrouwen met Academische Opleiding 22, 1956, S. 1–10.
- Radioactieve straling, stralingsschade en stralingsbescherming’, Mededelingen van de Nederlandse Vereniging Vrouwen met Academische Opleiding 26, 1960, S. 1–7.